# PGZ09
Der PGZ09 (alternative Bezeichnung Typ 09) ist ein chinesischer vollautonomer, allwetterkampffähiger Flugabwehrpanzer, der seit 2007 von Norinco hergestellt wird.
Der PGZ09 ist mit zwei 35-mm-Kanonen und optional zwei infrarotgelenkten Flugabwehrraketen bewaffnet. Der PGZ09 ersetzt sukzessive den Vorgänger PGZ95. Einige Militäranalysten bezeichneten das Fahrzeug als Typ 07, die offizielle Bezeichnung wurde jedoch auf der Themenausstellung zum 90. Jahrestag der Chinesischen Volksbefreiungsarmee als Typ 09 bestätigt.